# Бежански, Димитр
Димитр Методиев Бежански (болг. Димитър Бежански, 28 июля 1953 года, д. Дивля, Перникская область, Болгария — 31 марта 2021 года) — болгарский писатель-сатирик, журналист, теле- и радиоведущий.

## Биография
Сын известного болгарского писателя Методи Бежански.
Начальное образование получил в Пернике, а высшее — на факультете болгарской филологии в Софийском университете (учился долго — 8 лет вместо положенных 4-х). По окончании работал в газетах и журналах Болгарии.
Как журналист сотрудничал на Болгарском национальном радио, в программе «Христо Ботев», в редакции «Юмор и сатира», вёл передачу «Я рыбак и охотник». Один из авторов «Дедушкиной перчатки» и кабаре «Фата Моргана», один из ведущих программы «Вместе после полуночи». Один из основных авторов «Клуба НЛО» на Болгарском национальном телевидении.
Димитар Бежански также является автором юмористических книг «Ищу француженку», «Грешница во мраке» и «Утки разума пасутся» (в соавторстве с Виктором Самуиловым и Доньо Доневым).
Вместе с Доньо Доневым и Виктором Самуиловым являлся соучредителем болгарского юмористического еженедельника «Три дурака» (болг. «Тримата глупаци»), выходившего с 1991 по 1999 год.
Лауреат премий «Серебряная молодежь», «Золотой верблюд» и «Золотой мирон».
Умер 31 марта 2021 года

## Оценки коллег
Бежански был примечателен и в другом: его смех вспыхивал не только в лирике, но и в жизни. Мы знаем клише о клоунах, которые были самыми грустными людьми в мире, а также о юмористах, которые в остальном были кислыми и угрюмыми, а не веселыми; Ну, к Димитару Бежански это не относится, просто не относится. Он был одним из самых забавных людей, которых я когда-либо встречал, и в то же время у него было такое строгое и трепетное отношение к болгарскому языку, что я искренне восхищался им.
Оригинальный текст (болг.)Бежанеца беше забележителен и с друго: неговият смях бликаше не само в текстове, но и в живота. Знаем го клишето за клоуните, които били най-тъжните хора на света, както и за хумористите, които иначе били по-скоро кисели и навъсени, отколкото ведри; е, за Димитър Бежански това не важи, никак просто не важи. Той беше един от най-забавните хора, които съм срещал, като в същото време имаше такова стриктно и благоговейно отношение към българския език, че съм му се възхищавал искрено.